# Scheldekaaien

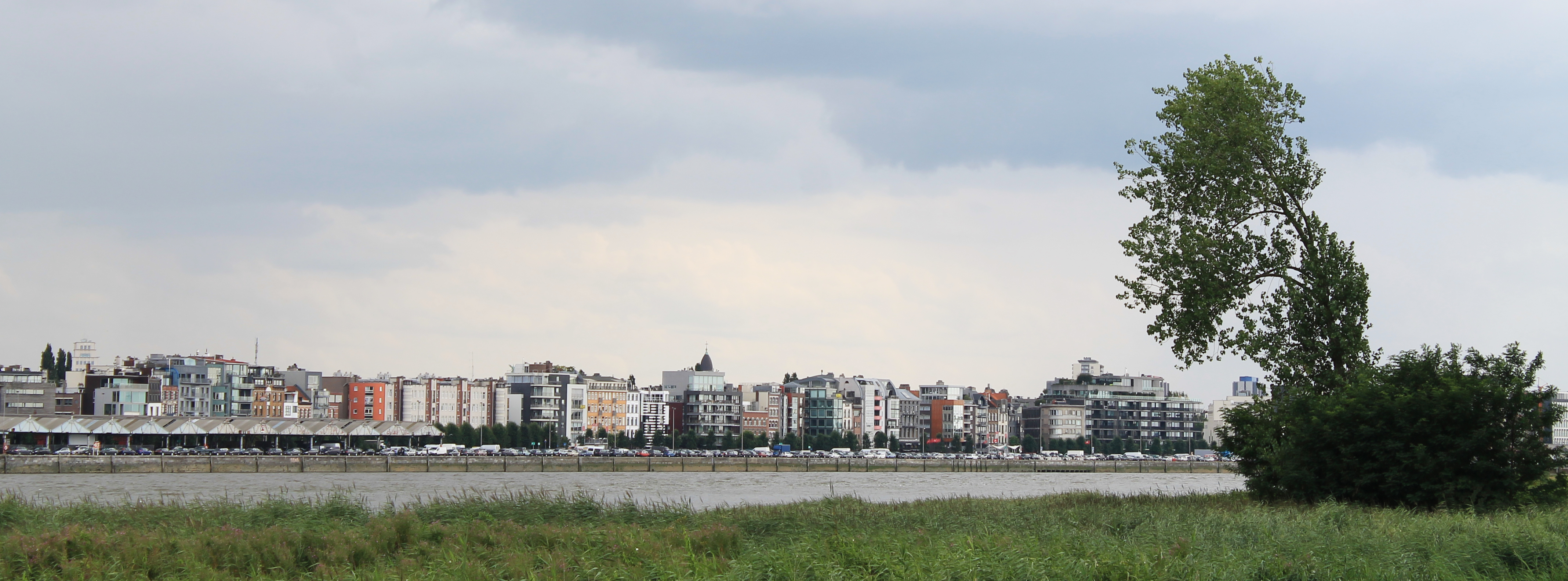
Een stukje van de Scheldekaaien, gezien vanaf Linkeroever.

De Scheldekaaien zijn de kaaien (kades) langs de rivier de Schelde in Antwerpen. De Scheldekaaien aan de Antwerpse rede zijn een belangrijke verkeersas in Antwerpen. Opvallend is dat het eigenlijk om één lange straat gaat van zo'n 7,5 kilometer, waarbij de straatnaam telkens om de paar 100 meter verandert. Typisch aan de kaaien is ook de Blauwe Steen die op de waterrand ligt.

## Indeling

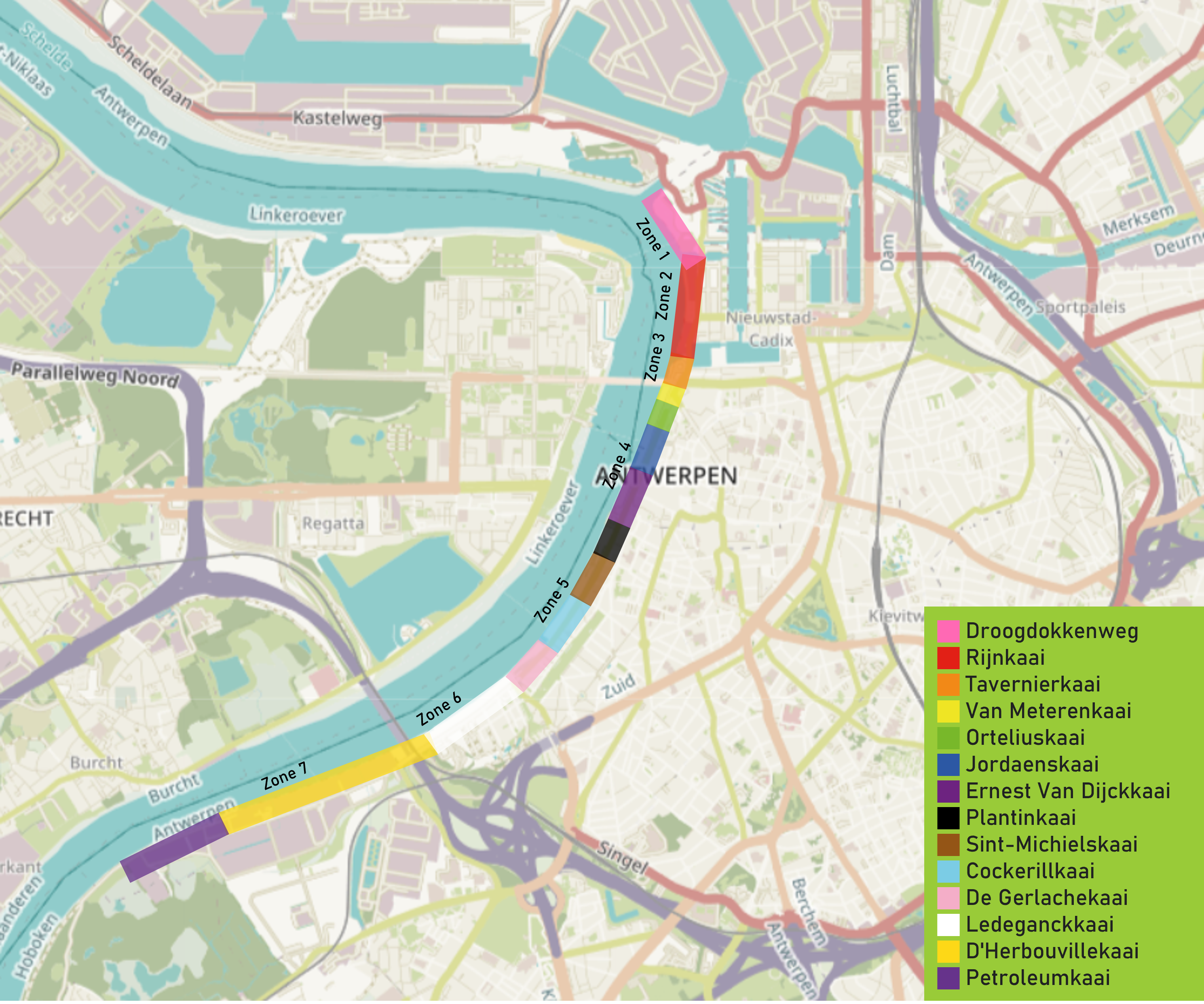
Kaart van Antwerpen, met daarop de verschillende zones en straten van de Scheldekaaien. Zones 1 t.e.m. 7: Droogdokkeneiland, Kattendijksluis & Rijnkaai, Bonapartedok & Loodswezen, Schipperskwartier & Centrum, Sint-Andries & Zuid, Nieuw Zuid en Blue Gate Antwerp.

De kaaien zijn in te delen in twee grote delen: een strook die voor verschillende doelen wordt gebruikt en een straat met rijbaan, fietspad en voetpad. De strook voor verschillende doelen werd in het zuiden net voorbij de stad gebruikt voor het laden en lossen van containerschepen. In het zuiden van de stad voorheen als parkeerplaats, sinds de heraanleg voornamelijk als recreatie- en wandelzone. En noordelijker als parkeerplaats, parkeerplaats voor bussen aan de d'Herbouvillekaai en wandelweg en verder om verschillende evenementen op te organiseren. Aan de nieuwe cruiseterminal aan de Jordaenskaai ter hoogte van Het Steen leggen sinds 2021 cruiseschepen aan. In augustus 2017 werden ter hoogte van de Suikerrui twee regenboogzebrapaden aangelegd.
Historisch was een 100 meter brede kaaizone (gemeten vanaf de 'Blauwe Steen' voorzien voor havenactiviteiten, en afgezet met een hekwerk.

### Zones
Voor de heraanleg van het gebied werd dit ingedeeld in zeven zones, van noord naar zuid zijn dit Droogdokkeneiland, Kattendijksluis & Rijnkaai, Bonapartedok & Loodswezen, Schipperskwartier & Centrum, Sint-Andries & Zuid, Nieuw Zuid en Blue Gate Antwerp. In het zuiden vormt de Hobokense Polder de grens, in het noorden het Droogdokkenpark. Ook kunnen de Scheldekaaien worden ingedeeld op basis van hun straatnaam. Van noord naar zuid zijn dit Kattendijkbrug/Droogdokkenweg, Rijnkaai, Tavernierkaai, Van Meterenkaai, Orteliuskaai, Jordaenskaai, Steenplein, Ernest Van Dijckkaai, Plantinkaai, Sint-Michielskaai, Cockerillkaai, De Gerlachekaai, Ledeganckkaai, D'Herbouvillekaai en Petroleumkaai. 

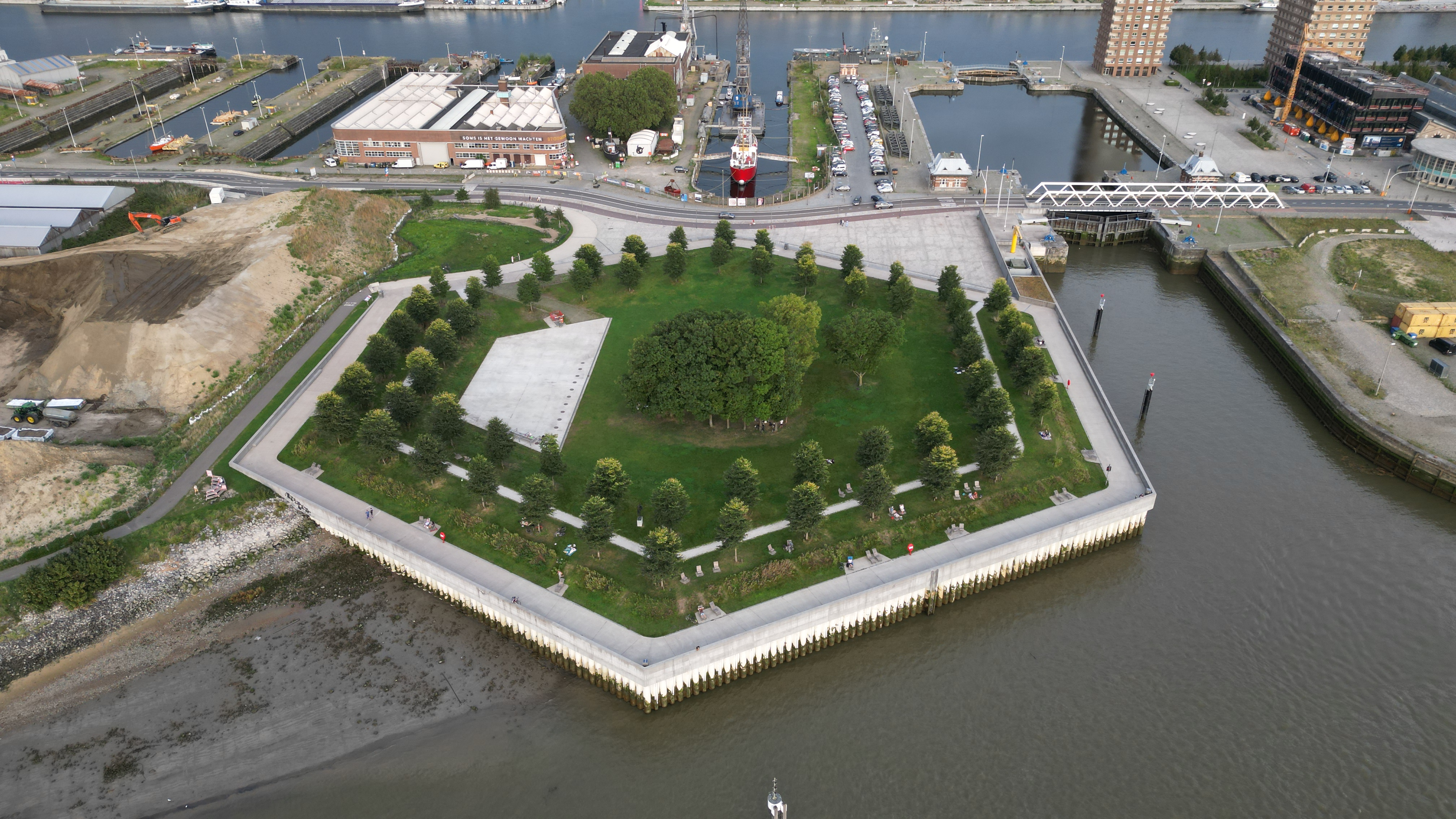
Het Droogdokkenpark, met daarachter de Kattendijkbrug en de Droogdokkenweg.

#### Kattendijkbrug/Droogdokkenweg
De Kattendijkbrug zorgt voor de passage over het Kattendijkdok- en sluis, en leidt via de Droogdokkenweg naar de droogdokken en het Havenhuis. Langs deze weg ligt overigens het Droogdokkenpark, dat het meest noordelijke punt van de Scheldekaaien vormt.

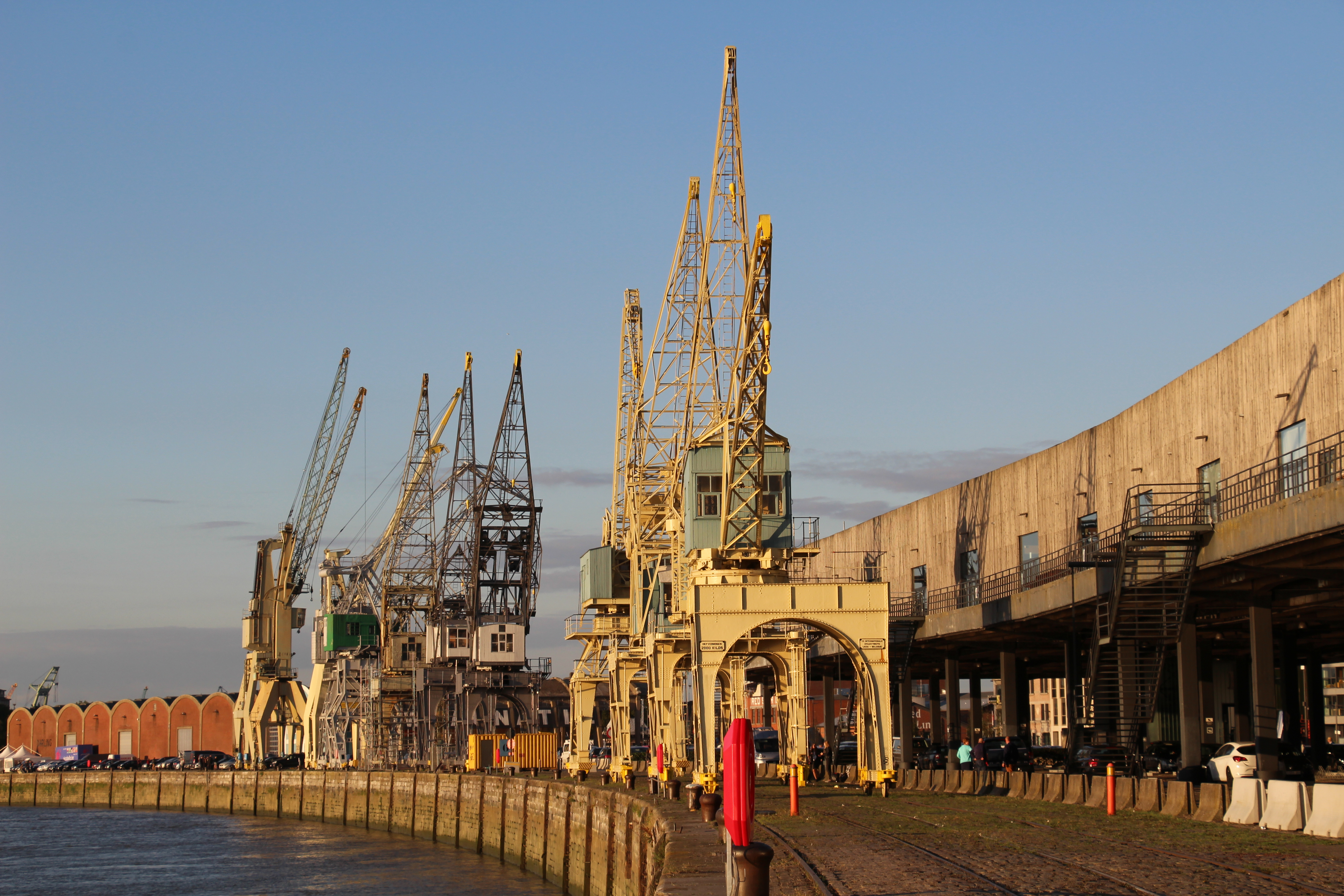
De Rijnkaai wordt vooral gekenmerkt door de collectie oude havenkranen.

#### Rijnkaai
De Rijnkaai werd aangelegd in 1843-'44 door de Belgische Spoorwegen, als onderdeel van de Rijnspoorweg die Antwerpen met Keulen verbond. Na het verwijderen van de Spaanse omwalling in 1860-'64 werd de kaai verlengd tot aan het Sasdok. Na de Tweede Wereldoorlog werden de metalen afdaken hier vervangen door betonnen constructies.

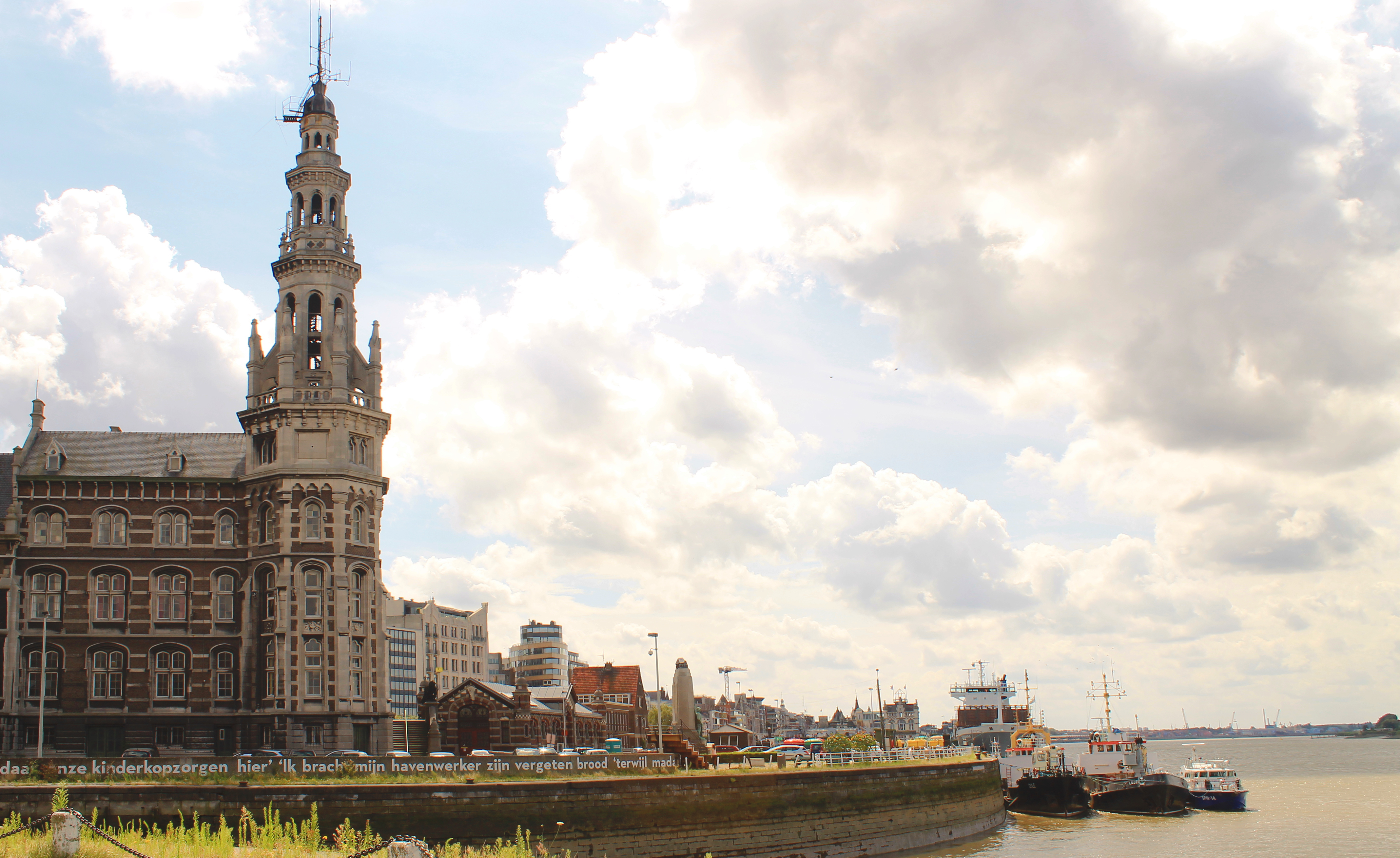
Het Loodswezen bevindt zich op de Tavernierkaai.

#### Tavernierkaai
De Tavernierkaai ontstond in 1819, na het verdwijnen van de 14de-eeuwse stadsmuur en de oudere Scheldekaaien. De kaai werd genoemd naar Jean-Baptiste Tavernier, een handelaar die de weg naar Perzië en Indië opende. Het Margueriedok, een getijdendok uit 1883, maakt deel uit van deze kaai, evenals een monument voor gesneuvelde zeelieden en het Loodswezen.

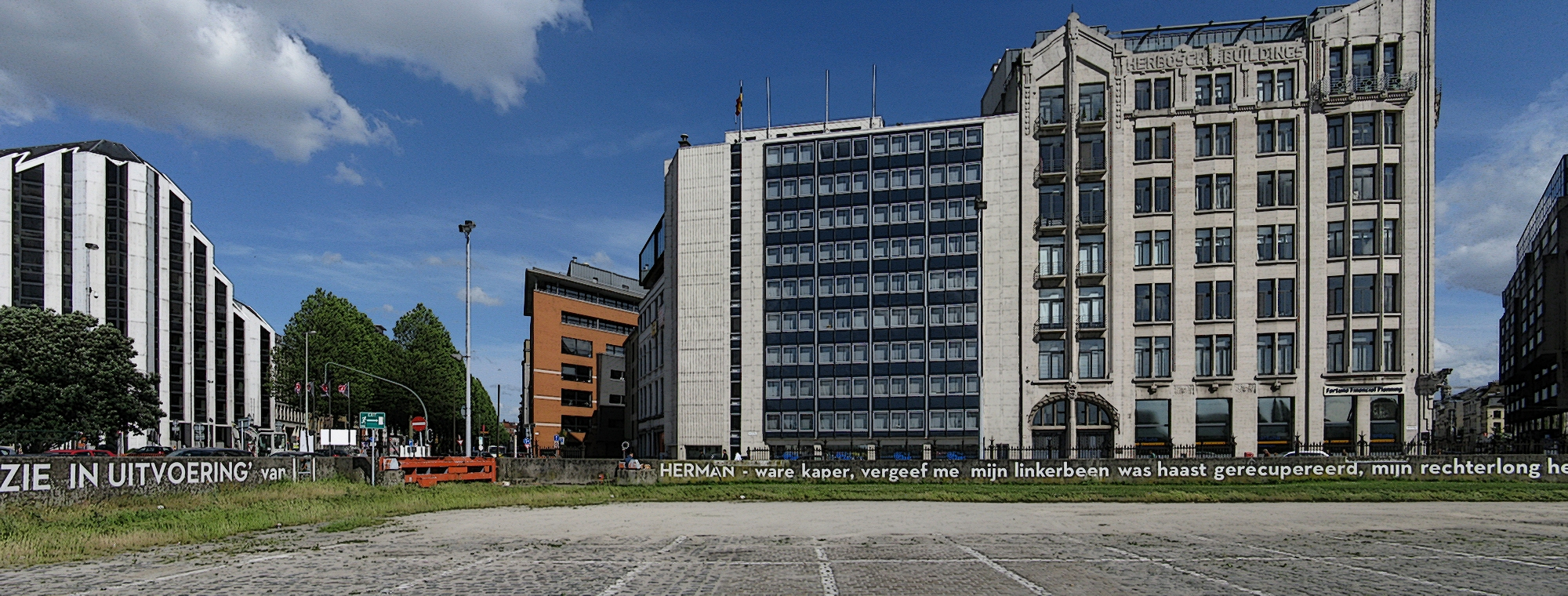
Enkele gebouwen langs de Van Meterenkaai, met daarvoor de waterkeringsmuur waarop het gedicht Welkom Pierewaaiers van Peter Holvoet-Hanssen is aangebracht.

#### Van Meterenkaai
De Van Meterenkaai werd genoemd naar historicus Emanuel van Meteren, een neef van Abraham Ortelius. Na het slopen van de stadsmuur in het begin van de 19de eeuw verdween hier de Meekaai, speciaal gericht op meekrapwortels.

Een aantal binnenvaartschepen die zijn aangemeerd aan de Orteliuskaai.

#### Orteliuskaai
De Orteliuskaai werd genoemd naar cartograaf Abraham Ortelius, een neef van Emanuel van Meteren.

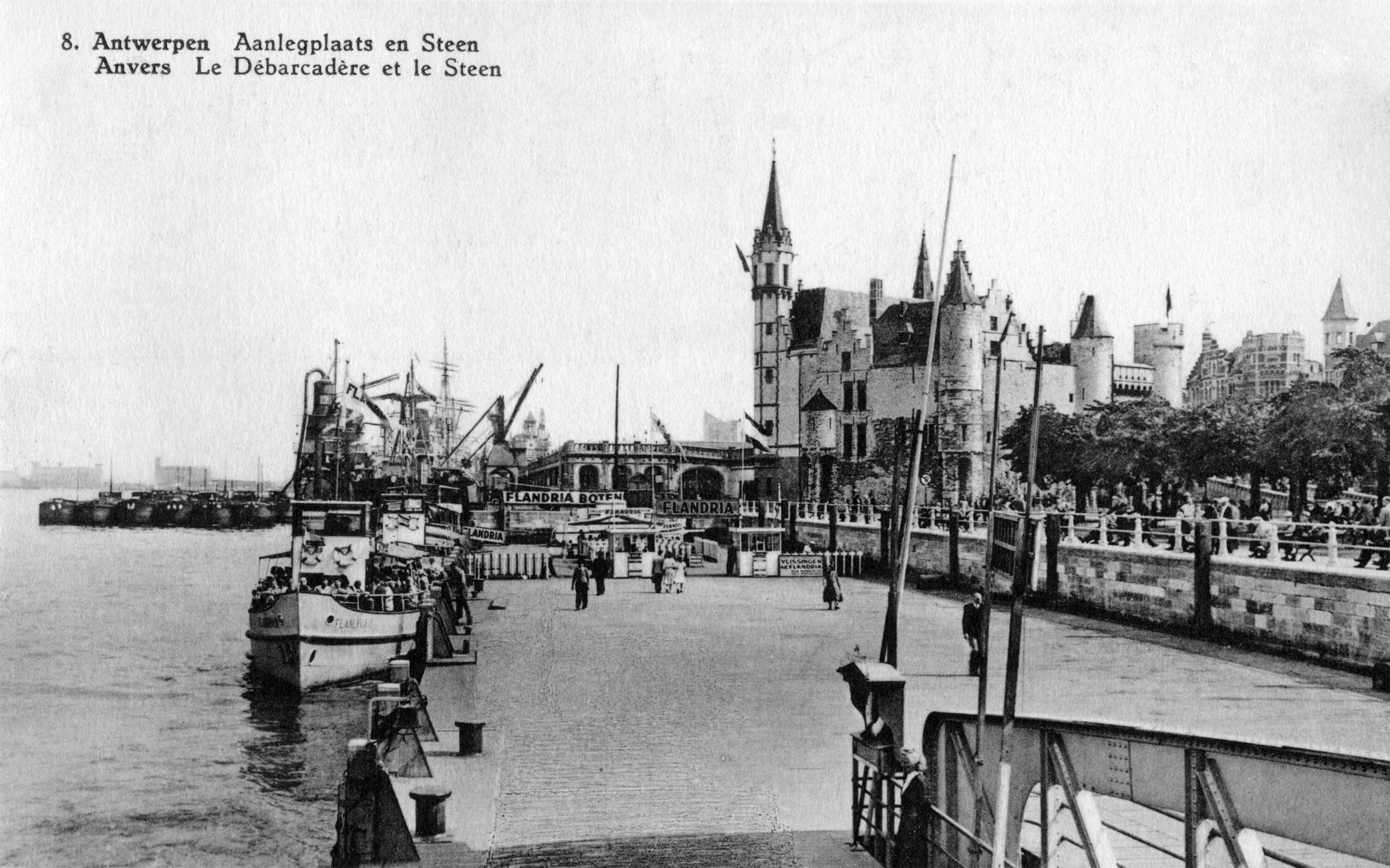
Het Steen is een van de belangrijkste toeristische trekpleisters langs de Schelde, op de Jordaenskaai.

#### Jordaenskaai
De Jordaenskaai werd genoemd naar  schilder Jacob Jordaens. Deze kaai wordt gekenmerkt door de metalen afdaken, en vooral door Het Steen, het oudste gebouw van Antwerpen.

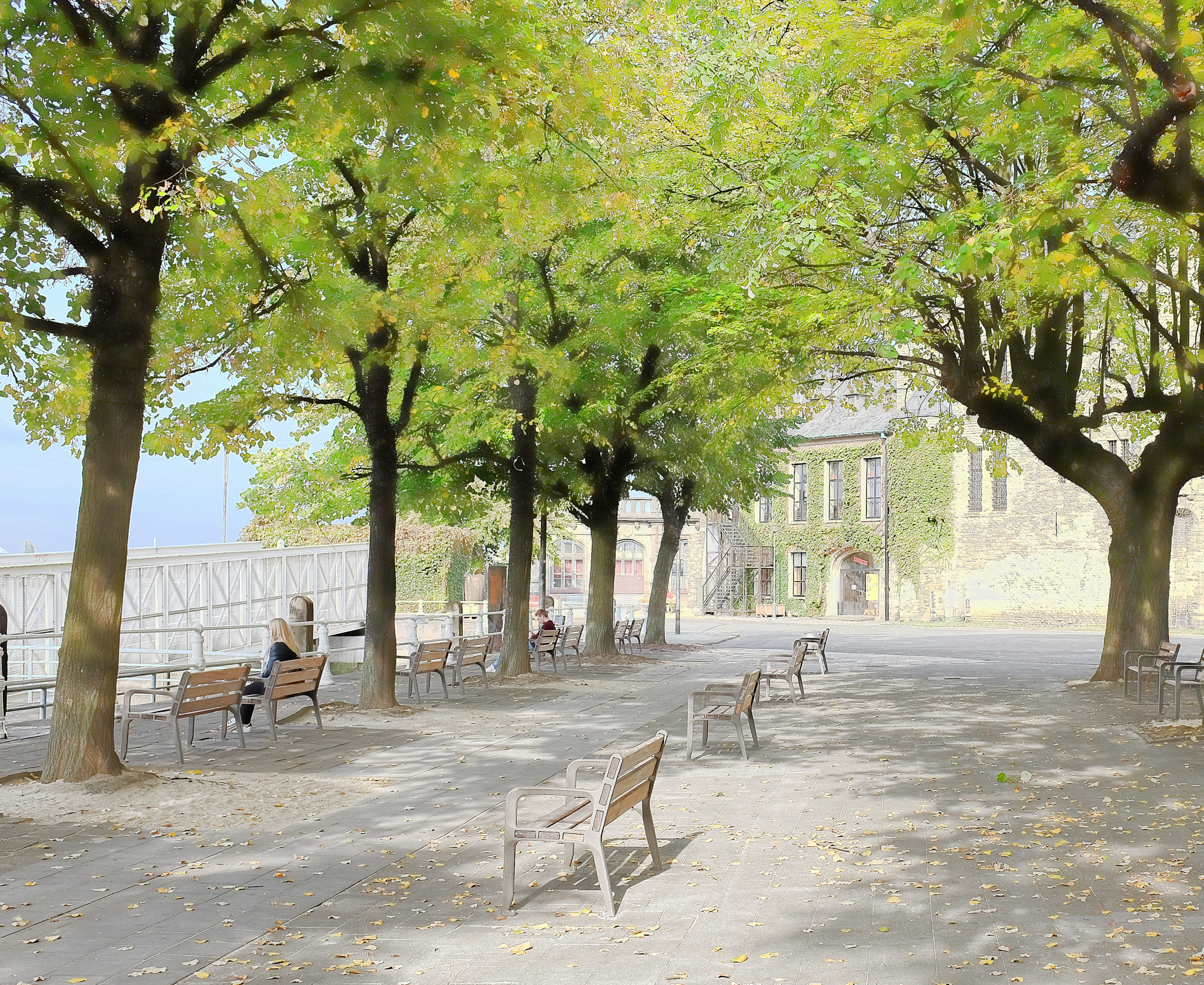
Het Steenplein bevindt zich op de Jordaenskaai, naast Het Steen.

##### Steenplein
Het Steenplein vormde historisch de kern van de havenactiviteit rond Het Steen. Sinds de kaai-infrastructuur werd aangepast, is het Steenplein omgevormd tot publieke ruimte, met onder andere een ponton voor riviercruises en een plein voor evenementen. Oorspronkelijk had de rederij Flandria hier hun loket voor de ticketverkoop, ondertussen werd dit overgenomen door De Waterbus. Aan het Steenplein bevindt zich tevens de enige halte van deze waterbus op de Scheldekaaien.

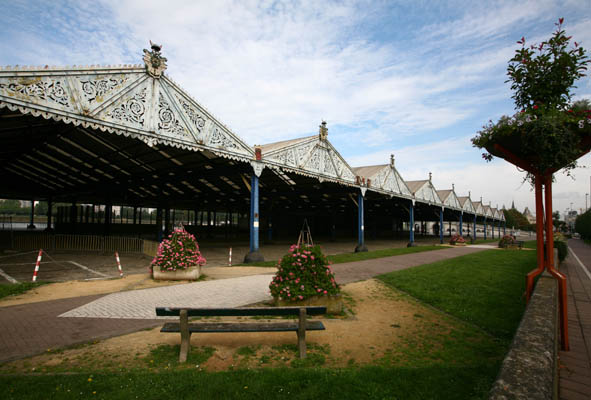
Enkele hangars op de Ernest Van Dijckkaai.

#### Ernest Van Dijckkaai
De Ernest Van Dijckkaai werd genoemd naar de operazanger Ernest Van Dijck, en wordt eveneens gekenmerkt door de metalen hangars.

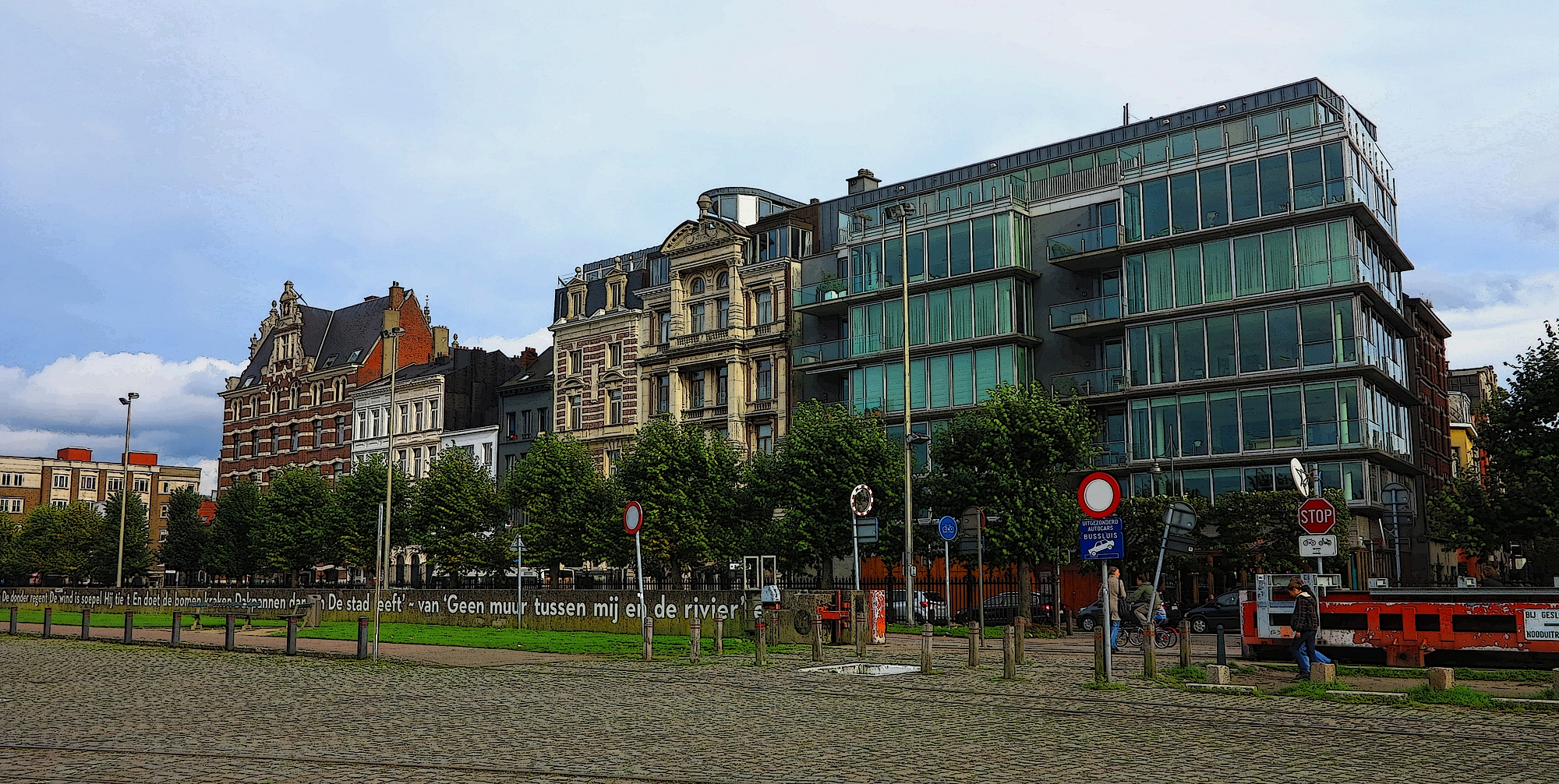
Gebouwen langs de Plantinkaai, afwisselend historisch en modern.

#### Plantinkaai
De Plantinkaai dateert uit 1548, toen het noordelijke gedeelte bekend stond als de Houtkaai, en het zuidelijke deel als de Hooikaai. Na het slopen van de stadsmuren en het moderniseren van de Scheldekaaien in de negentiende eeuw, kreeg de kaai de naam van boekdrukker Christoffel Plantijn. Qua bebouwing langs de kaai zijn er onder andere appartementsgebouwen uit de jaren 1920 in eclectische stijlen te herkennen.

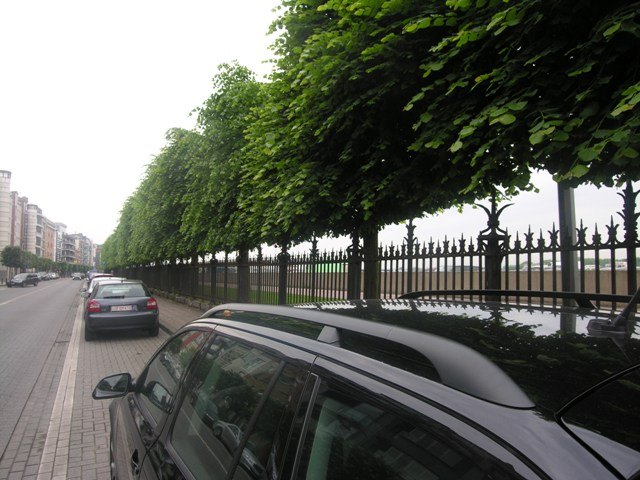
De omheining die langs de Scheldekaaien loopt, hier bij de Sint-Michielskaai.

#### Sint-Michielskaai
De Sint-Michielskaai dateert uit 1596, werd opnieuw aangelegd rond 1815 en uiteindelijk verlengd bij de rechttrekking van de Scheldekaaien eind negentiende eeuw. De bebouwing langs de kaai bestaat onder meer uit eind negentiende- en begin twintigste-eeuwse panden in neorenaissancestijl met een belangrijke bouwfase in het interbellum. Op de kaai zelf bevinden zich sportvelden.

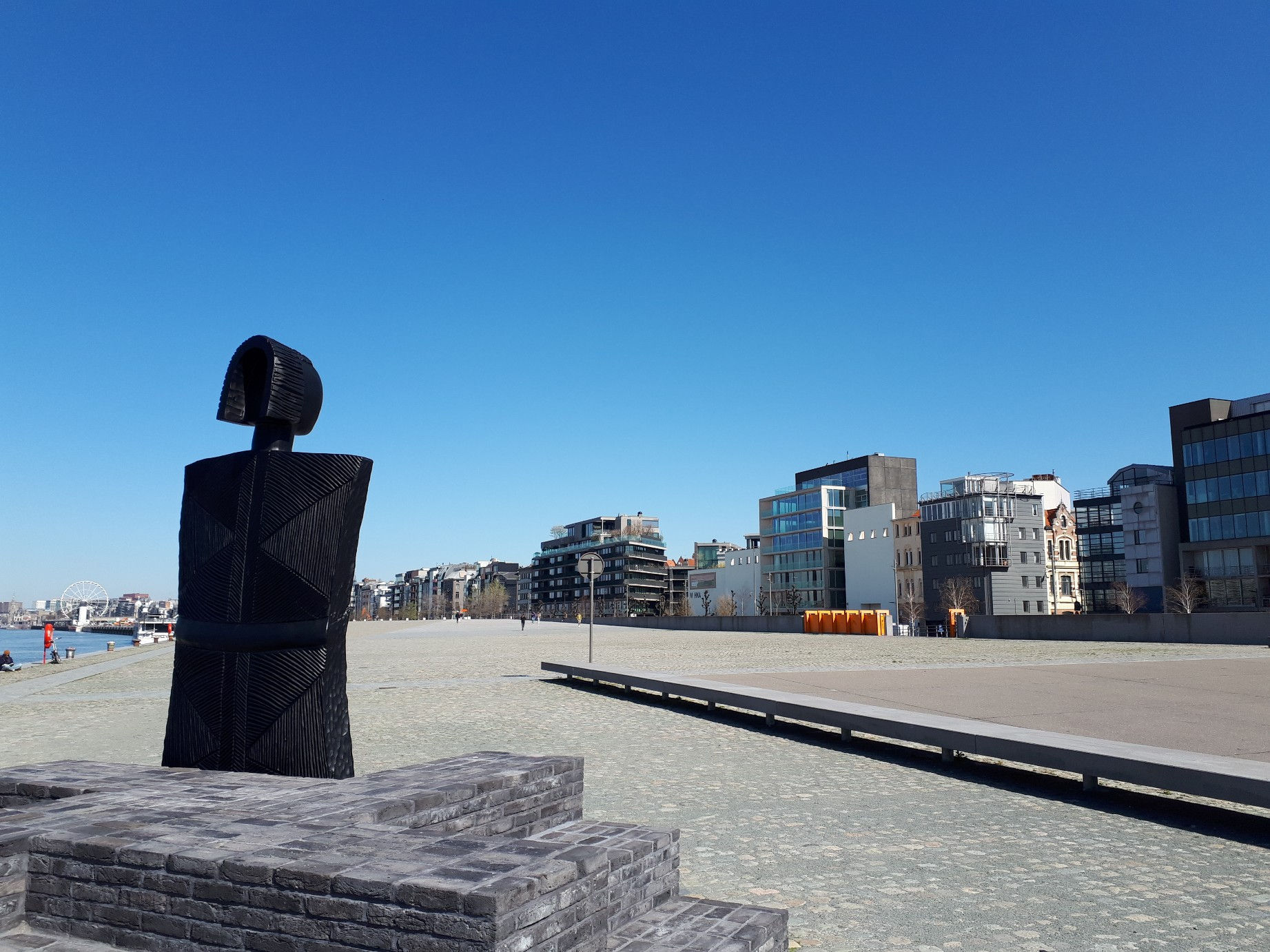
Het kunstwerk The Long Hand van Sammy Baloji, ter hoogte van de Cockerillkaai.

#### Cockerillkaai
De Cockerillkaai werd genoemd naar de industrieel John Cockerill. Het kunstwerk The Long Hand van Sammy Balojiis hier te bezichtigen.

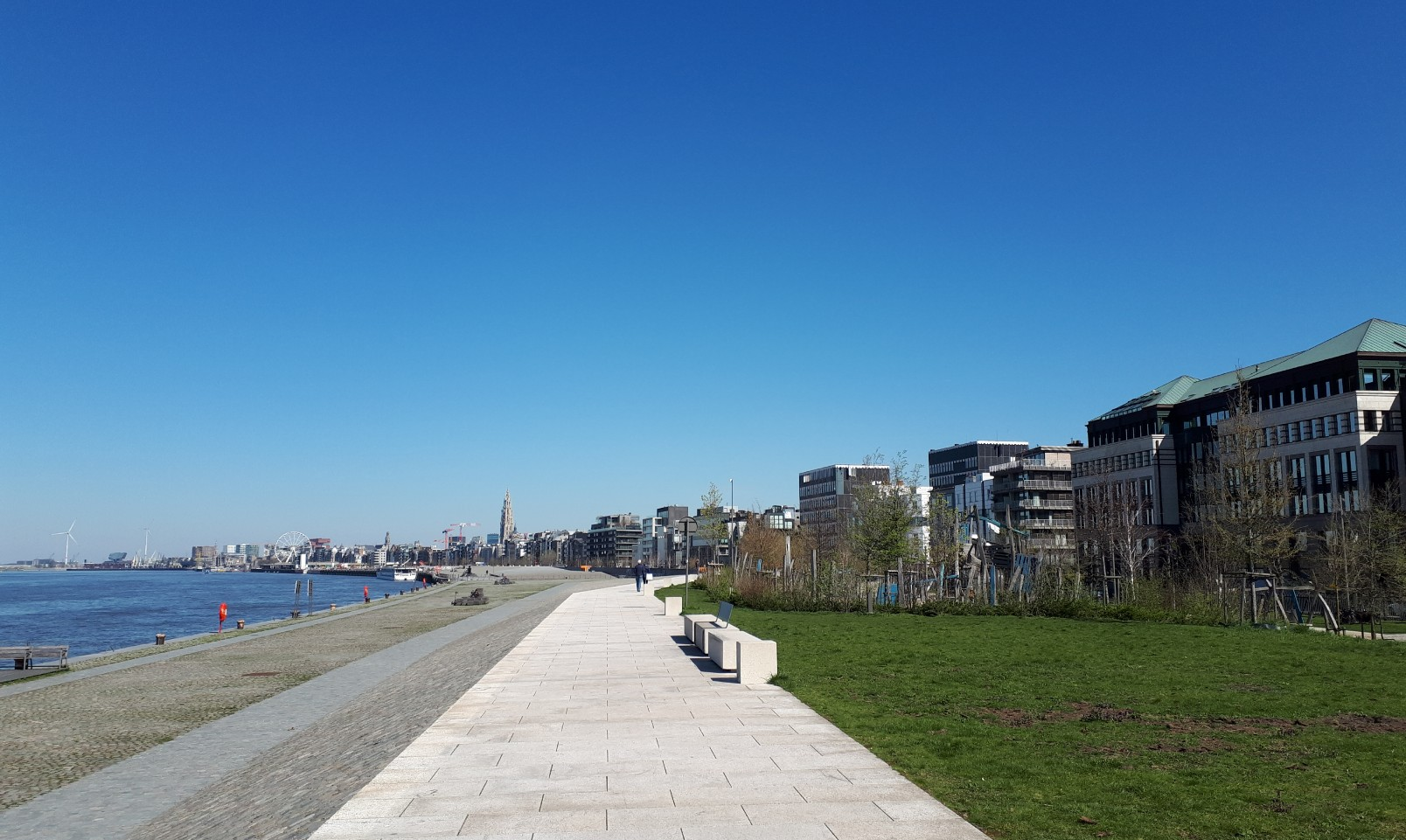
De wandelpromenade op de De Gerlachekaai.

#### De Gerlachekaai
De De Gerlachekaai werd genoemd naar ontdekkingsreiziger Adrien de Gerlache. De kaai werd aangelegd rond 1877-'85 als onderdeel van het grootschalige infrastructuurproject. Hierbij werd de historische bebouwing vernietigd voor nieuwe haveninfrastructuur.

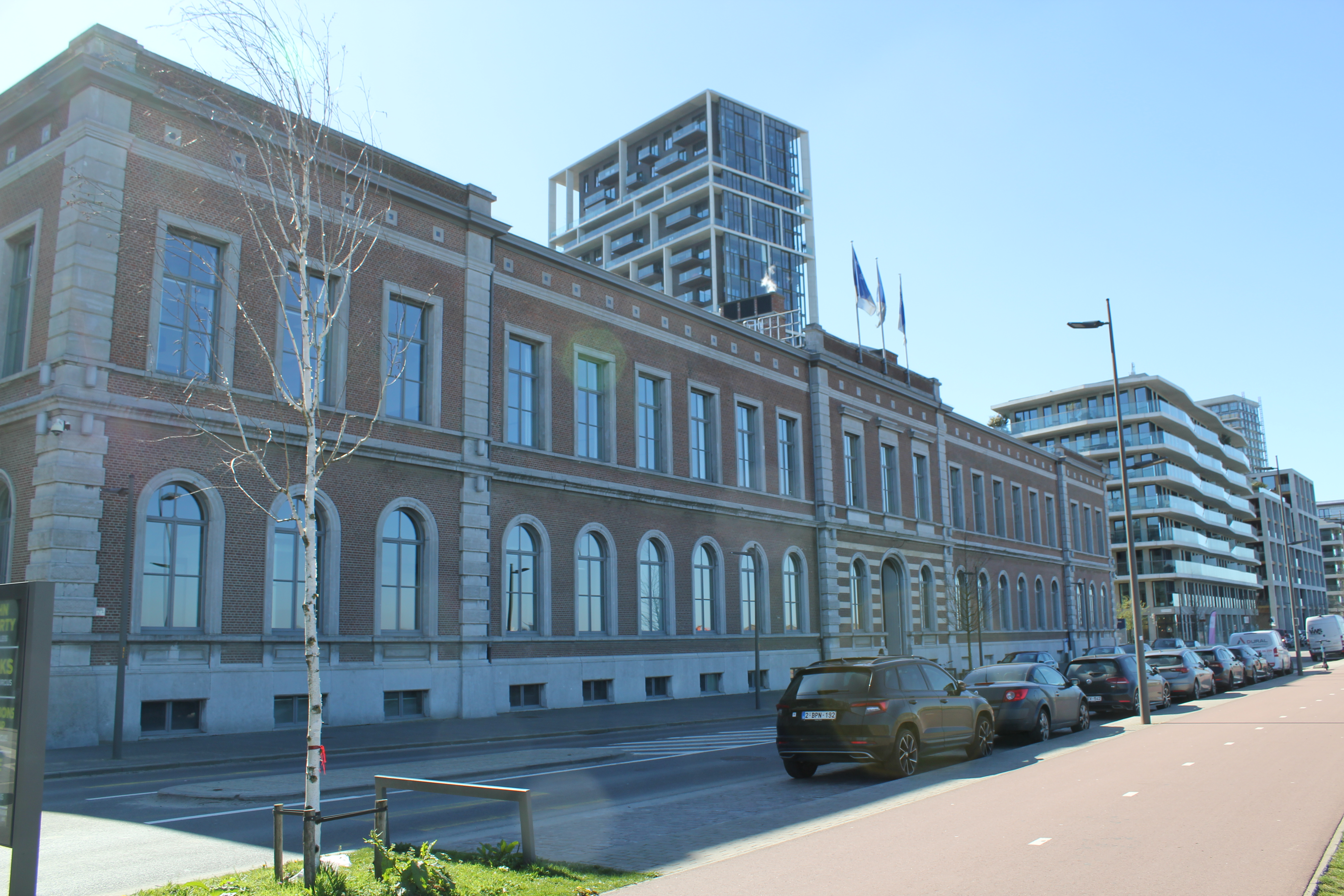
De hoofdzetel van Bank J. Van Breda en Co bevindt zich op de Ledeganckkaai in Nieuw Zuid.

#### Ledeganckkaai
De Ledeganckkaai, genoemd naar dichter Karel Lodewijk Ledeganck, werd aangelegd tussen 1877 en 1885 als onderdeel van het infrastructuurproject, en kreeg een verlenging tussen 1897 en 1903. Ook hier werd de oude bebouwing, waaronder de oorspronkelijke metalen afdaken, afgebroken om plaats te maken voor haveninfrastructuur, die ondertussen eveneens verdwenen is en waar in 2025 het nieuwe Park aan de Stroom geopend werd. Het voormalig goederenstation Antwerpen-Zuid langs de kaai werd wel bewaard gebleven. Hierin bevindt zich tegenwoordig de hoofdzetel van Bank J. Van Breda en Co.

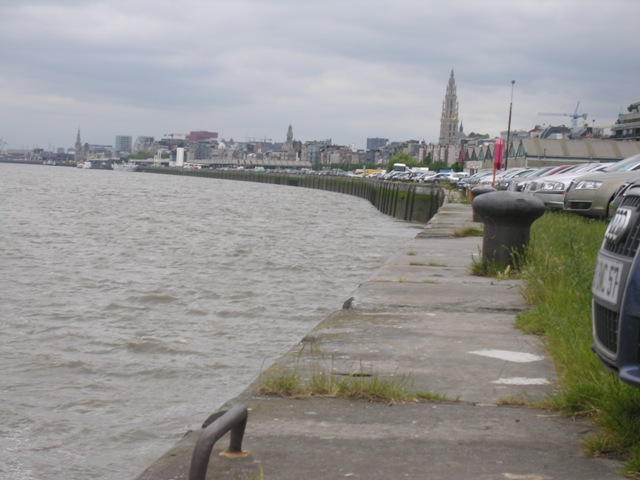
Een groot deel van de Scheldekaaien gezien vanaf de Blauwe Steen op de D'Herbouvillekaai.

#### D'Herbouvillekaai
De D'Herbouvillekaai werd genoemd naar markies Charles Joseph Fortuné d'Herbouville. De kaai werd aangelegd tussen 1897 en 1903.

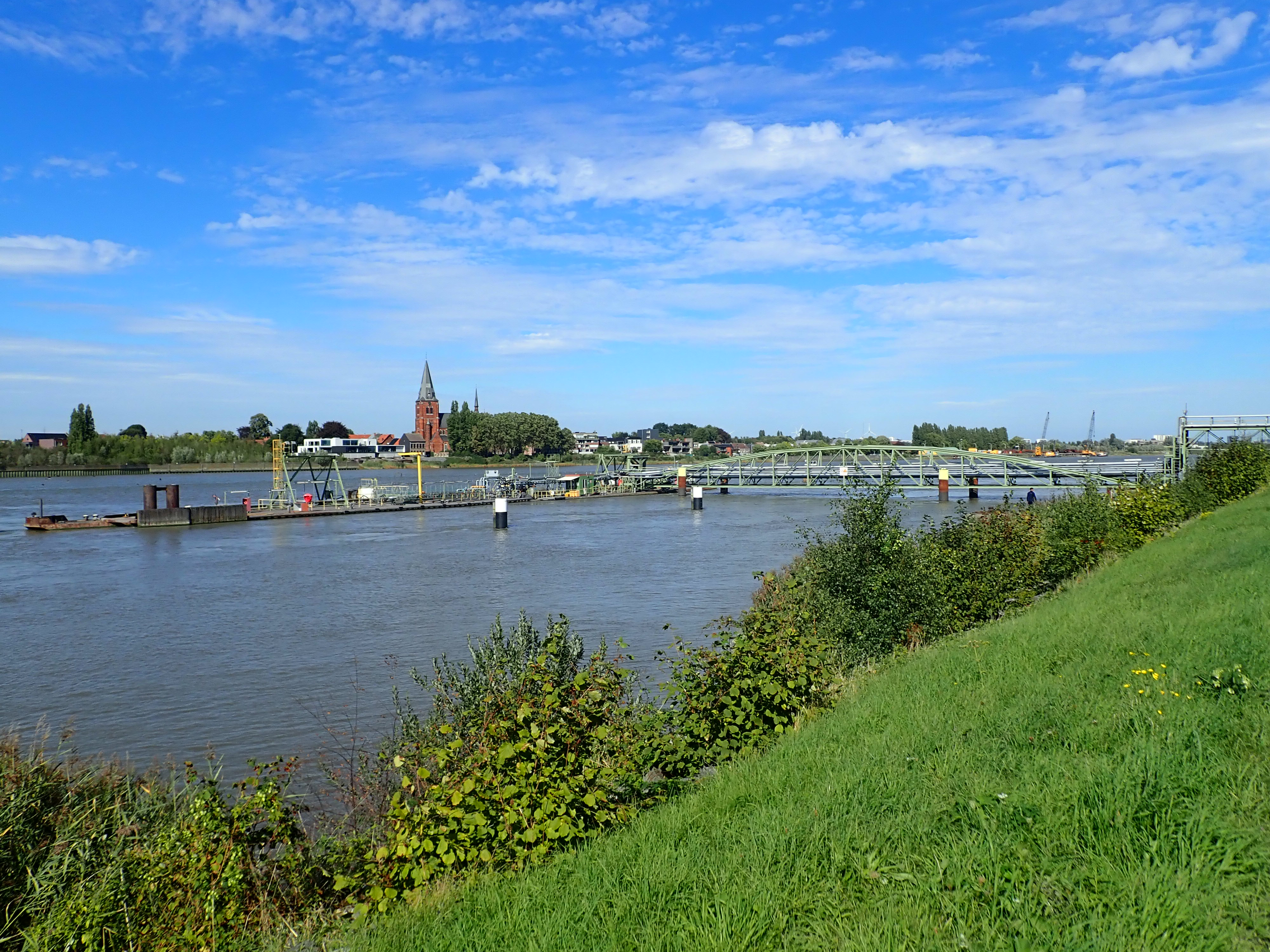
Een pier van de Petroleumkaai, gezien vanuit de Hobokense Polder.

#### Petroleumkaai
De Petroleumkaai werd genoemd naar de petroleumindustrie, die zich langs de kaai bevond. De kaai werd aangelegd tussen 1900 en 1902 als onderdeel van het bedrijventerrein Petroleum-Zuid. Een pier uit deze periode domineert de kaai. Heel wat industrieel erfgoed uit deze periode is bewaard gebleven, en onder andere Kuwait Petroleum International is er nog steeds actief. Deze kaai grenst in het zuiden aan de Hobokense Polder.

## Waterkering
De waterkering is een muur die gebouwd werd in 1978 langs de Scheldekaaien om te voorkomen dat de laan langs de Schelde bij springtij onder water zou komen te staan. Wat voor dat de muur werd gebouwd geregeld gebeurde. Her en der zijn er poorten die enkel bij springtij worden gesloten om de parkings te kunnen bereiken. Naast elke poort staat een matrixbord of krijtbord waarop enkele dagen voor springtij wordt aangegeven wanneer men zijn wagen ten laatste moet weggehaald hebben. Voor het geval dat er chauffeurs zijn die hun wagen toch vergeten weg te halen is er zuidwaarts een nooduitrit aan Petroleum-Zuid. Deze blijft open totdat het water de poort bijna heeft bereikt. Aan de Kattendijksluis is er noordwaarts een andere nooduitrit maar hier in de vorm van een helling.

## Havenkranen
Het Museum aan de Stroom heeft veertien van haar collectie historische havenkranen geïnstalleerd op de Rijnkaai, ter hoogte van Hangar 26 en 27. De kranen dateren van tussen 1907 en 1963 en werden door vijftien verschillende constructeurs gebouwd. De overige kranen staan opgesteld aan de voet van het MAS en op de Jordaenskaai. Deze kranencollectie is uniek in de wereld omwille van de omvang en van de technische compleetheid, en al deze havenkranen zijn dan ook ter plaatse als monument beschermd. De kranen zijn een herkenbaar element van de actuele Antwerpse skyline, en van de stadsaanblik vanaf Linkeroever.

## Heraanleg
Vanaf 2012 is men bezig met de heraanleg van de Scheldekaaien. Over hoe de Scheldekaaien er zouden uitzien hebben de Antwerpenaren mee kunnen beslissen. De Vlaamse Waterweg nv en diensten van de stad Antwerpen werken samen aan de heraanleg van de kaaivlakte. 
Bij de heraanleg werden de oude hangars en havenkranen aan de Rijnkaai gerestaureerd en de waterkeringsmuur verhoogd. Dit was nodig vanwege de stijging van de zeespiegel ten gevolge van de opwarming van de aarde en de Deltawerken waardoor er minder overstromingsgebieden zijn wat ervoor zorgt dat het water hoger komt te staan bij springtij. Ten zuiden en naar de haven toe gebeurt dit door de aanleg van wandeldijken. Verder werden de kaaien gedeeltelijk autoluw gemaakt, vooral parkeerplaatsen verdwijnen, doorgaand verkeer is nog mogelijk. Een breed fietspad werd heraangelegd. Ook wilde men een kaaientram, maar dit voorstel wordt niet uitgewerkt. 
Het totaalproject dat 15 jaar zal duren, werd verdeeld in zeven deelgebieden die in verschillende fases aangepakt worden. Van zuid naar noord zijn dit Blue Gate Antwerp, Nieuw Zuid, Sint-Andries en Zuid, Schipperskwartier en Centrum, Bonapartedok en Loodswezen, Kattendijksluis en Rijnkaai en Droogdokkeneiland. 
Het eerste deel, Belvédère in het Droogdokkenpark werd afgewerkt in 2017. Een stuk ter hoogte van Sint-Andries en Zuid werd gedeeltelijk aangepakt en in juli 2019 geopend. In 2022 en 2023 werden de werken verder uitgevoerd. De plannen voor kaai Nieuw Zuid zijn klaar sinds april 2022. Er komt, onder meer met het Park aan de Stroom (Park Nieuw Zuid) meer groen en ruimte voor recreatie. De eerste stappen werden in 2023 gerealiseerd, de opening volgde in 2025. Meer naar het noorden werd in juli 2023 een vernieuwd stuk kaai van 300 meter lang, ter hoogte van de Sint-Michielskaai geopend. Er werden groene zones, sportvelden, zitbanken, een skateramp en speeltuin voorzien. Er is een stuk van het Sint-Michielsbastion te zien. In het najaar van 2024 staat de start van de aanleg van een Namenmonument nabij het Loodswezen gepland. Op dit monument zullen de namen van ongeveer 25.000 Antwerpse slachtoffers van de Tweede Wereldoorlog geplaatst worden.

## Overige Antwerpse kaaien
Naast de kaaien die zich langs de Schelde bevinden, zijn er nog een aantal straatnamen die "kaai" in zich hebben. Deze verwijzen naar de dokken waarlangs ze ooit lagen of liggen. Veel van die dokken zijn in de loop van de twintigste eeuw gedempt, zoals de Zuiderdokken, of ze hebben een andere functie gekregen. Voorbeelden van deze (voormalige) kaaien zijn de Vlaamsekaai, Waalsekaai, Rouaanse Kaai, Entrepotkaai, Sint-Aldegondiskaai, Sint-Laureiskaai, Koolkaai, IJzerenpoortkaai, Godefriduskaai, Napoleonkaai, New Yorkkaai, Nieuwpoortkaai, Oostendekaai, Veurnekaai, Visserskaai, Vrieskaai en Graandokkaai. Bovendien zijn er ook tal van kaaien in de haven van Antwerpen die geen speciale naam kregen. In het Antwerpse district Merksem bevinden zich nabij de nog actieve dokken de Vaartkaai, Noordkaai, Oostkaai, Zuidkaai en Westkaai.

## Trivia
- De Cockerillkaai was in 2023 de duurste woonstraat van Antwerpen. [22]
- Aan de waterkant aan de Cockerillkaai staat sinds juni 2022 het kunstwerk The Long Hand door Sammy Baloji. Het werd uitgevoerd in brons, baksteen en gerecycleerd plastic.[23]